# Psilomelana
La psilomelana era antes considerado un mineral de la clase de los minerales óxidos, hoy no aceptado por la Asociación Mineralógica Internacional, para la que es un nombre genérico obsoleto de todos los óxidos de manganeso y no un mineral concreto. Conocida desde la antigüedad y con amplia distribución mundial, es nombrada así del griego psilos -lisa o calva- y melanos -negro-, en alusión a su forma y color.
Sinónimos poco usados son: hematita negra, leptonematita o protomelana.

## Características químicas
Es un óxido de manganeso que puede llevar bario o agua.

## Formación y yacimientos
Aparece en los yacimientos de minerales del manganeso.

## Usos
Puede ser extraída de las minas como mena del manganeso.